# 산호세 바라쿠다
| 산호세 바라쿠다 | |
| 콘퍼런스        | 서부 콘퍼런스 |
| 디비전          | 퍼시픽 디비전 |
| 설립연도        | 1996년 |
| 해체연도        | |
| 역사            | 켄터키 스루블레이즈 (1996년~2001년) 클리블랜드 배런스 (2001년~2006년) 우스터 샤크스 (2006년~2015년) 새너제이 바라쿠다 (2015년~현재) |
| 경기장          | SAP 센터 앳 새너제이 |
| 연고지          | 캘리포니아주 산호세 |
| 상징색          | 틸, 오렌지, 검정, 하양 |
| 구단주          | 새너제이 스포츠 앤 엔터테인먼트 |
| 단장            | 조 윌 |
| 감독            | 로이 써머 |
| NHL 제휴        | 산호세 샤크스 |
| ECHL 제휴       | 앨런 아메리칸스 |
| 정규시즌 우승   | - |
| 콘퍼런스 우승   | - |
| 디비전 우승     | 2 (2000, 2001) |
| 칼더 컵         | - |
| 영구 결번       | - |

새너제이 바라쿠다(San Jose Barracuda)는 미국 캘리포니아주 산호세를 연고지로 하는 AHL의 서부 콘퍼런스 퍼시픽 디비전 소속 아이스 하키팀이다.

## 역대 홈경기장
| 산호세 바라쿠다    |             |          |                     |      |
| 경기장             | 사용기간    | 수용인원 | 장소                | 비고 |
| SAP 센터 앳 산호세 | 2015년~현재 | 17,562명 | 캘리포니아주 산호세 | 빈칸 |